# Macabre Eternal
Macabre Eternal är det amerikanska death metal-bandet Autopsys femte studioalbum, släppt 2011 av skivbolaget Peaceville Records. Låttexterna belyser bland annat tortyr, sexuell förnedring, koprofili och nekrofili.

## Låtlista
1. "Hand of Darkness" – 5:19
2. "Dirty Gore Whore" – 5:45
3. "Always About to Die" – 5:13
4. "Macabre Eternal" – 4:38
5. "Deliver Me From Sanity" – 4:23
6. "Seeds of the Doomed" – 5:26
7. "Bridge of Bones" – 4:45
8. "Born Undead" – 4:00
9. "Sewn Into One" – 6:31
10. "Bludgeoned and Brained" – 4:09
11. "Sadistic Gratification" – 11:15
12. "Spill My Blood" – 3:39

- Text: Chris Reifert (spår 1, 3–10), Eric Cutler (spår 2, 11, 12)
- Musik: Chris Reifert (spår 1, 3, 7, 8, 10), Eric Cutler (spår 2, 5, 6, 11, 12), Danny Coralles (spår 4), Joe Trevisano (spår 9)

## Medverkande
Musiker (Autopsy-medlemmar)
- Chris Reifert – sång, trummor
- Danny Coralles – gitarr
- Eric Cutler – elgitarr, akustisk gitarr
- Joe Allen (Joe Trevisano) – basgitarr

Bidragande musiker
- Rakhel "The Sheep" Hartz-Alvarez – vokal

Produktion
- Adam Munoz – producent, ljudtekniker, ljudmix
- Jesse Badia – ljudtekniker
- Ken Lee – mastering
- Matt Vickerstaff – omslagsdesign
- Wes Benscoter – omslagskonst
- Raymond Ahner – foto